# بریستول نوع ۱۲۳
بریستول نوع ۱۲۳ (به انگلیسی: Bristol Type 123) یک هواگرد ساختِ کارخانهٔ بریستول ایروپلین در کشور بریتانیا است . این هواگرد برای نخستین بار در ۱۲ ژوئن ۱۹۳۴ میلادی مورد استفاده قرار گرفت.